# خوليو ريكاردو فيرو
خوليو ريكاردو فيرو (بالإسبانية: Julio Ricardo Fierro)‏ هو نبال مكسيكي، ولد في 12 فبراير 1990.